# Tropfkörper

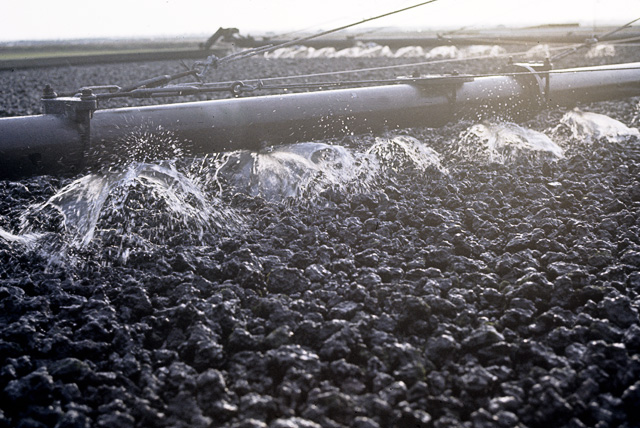
Tropfkörper Detail

Ein Tropfkörper (auch Rieselbettreaktor oder Rieselstromreaktor genannt) ist eine Vorrichtung zur Abwasserreinigung. Die Reinigung erfolgt dabei durch Verrieselung des Abwassers über ein Festbett, etwa aus Kunststoffgranulat oder Lavaschlacke. Die Belüftung erfolgt im Gegenstrom. Durch den auf dem Festbett wachsenden Bakterienrasen werden biologisch abbaubare Abwasserinhaltsstoffe zersetzt. Teile des Bakterienrasens werden kontinuierlich durch das durchrieselnde Abwasser abgeschwemmt und im Nachklärbecken abgetrennt.
Eine Sonderform des Tropfkörpers ist das Tauchkörperverfahren, dessen rotierende Scheiben mit Biomasseaufwuchs teilweise in das Abwasserbecken eintauchen.

## Anwendung

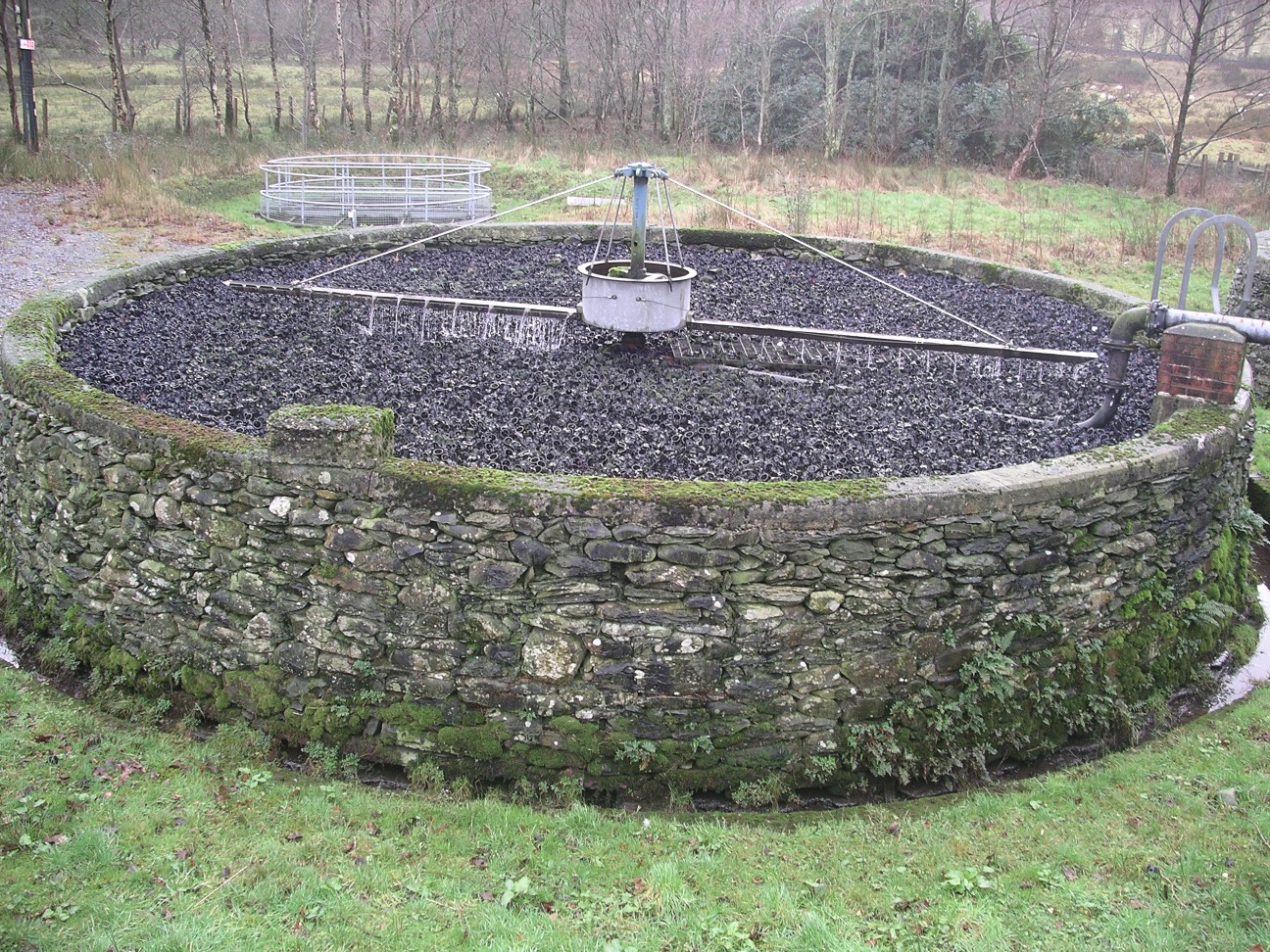
Eine kleine Tropfkörperanlage in Wales

Tropfkörper können auch als weiterer Reinigungsschritt hinter einer höher belasteten ersten Stufe nach dem Belebtschlammverfahren nachgeschaltet werden. Das Nachklärbecken der ersten Stufe wird dann als Zwischenklärbecken bezeichnet. Der Tropfkörper wird als zweite biologische Stufe verwendet. In der ersten Stufe werden im Wesentlichen die Kohlenstoffverbindungen (organische Verunreinigung gemessen als BSB5 bzw. CSB) vermindert. Der Tropfkörper dient der Endreinigung in Bezug auf die Kohlenstoffverbindungen und bei entsprechender Auslegung der Oxidation des im Abwassers enthaltenen Stickstoffs zum Nitrat. Eine Entfernung des Stickstoffs aus dem Abwasser durch Denitrifikation ist bei diesem Verfahren jedoch prozesstechnisch schwierig und könnte nur durch Rezirkulation des Ablaufs des Tropfkörpers in die erste Stufe oder einen weiteren Reinigungsschritt (z. B. getauchtes Festbett und künstliche Substratzugabe) erreicht werden.
In der biologischen Abgasreinigung wird beim Betrieb von Biorieselbettreaktoren auf das Tropfkörper-Prinzip zurückgegriffen, indem die im Abgas enthaltenen Schadstoffe von einer Waschflüssigkeit, welche die auf Füllkörpern angesiedelten Mikroorganismen umspült, aufgenommen werden.

## Auslegung

Funktionsschema ein Tropfkörperanlage

Tropfkörper werden nach der Raumbelastung (BR) bemessen, das heißt nach der BSB5-Belastung je Kubikmeter Füllmaterial bei brockengefüllten Anlagen oder nach der Flächenbelastung, das heißt BSB5 je Quadratmeter der Oberfläche des Füllmaterials bei kunststoffgefüllten Systemen. Füllmaterialien aus Kunststoff können Oberflächen von 100 bis 200 m2/m3 aufweisen.
Typische Raumbelastungen sind zur Kohlenstoffentfernung 0,4 kg BSB5/m3,d bzw. zur Kohlenstoffentfernung und Nitrifikation 0,2 kg BSB5/m3,d bei brockengefüllten Tropfkörpern. Bei Kunststofffüllungen können mit Flächenbelastung von 4 g BSB5/m2,d Kohlenstoffentfernung und bei 2 g BSB5/m2,d Kohlenstoffentfernungen und Nitrifikation erreicht werden.
Bei Kleinkläranlagen wären entsprechend geringere Werte anzuwenden, um eine ausreichende Sicherheit vor Stoßbelastungen zu erreichen.
Die Nachklärung sollte eine Aufenthaltszeit von ca. 2,5 Stunden bei einer Oberflächenbeschickung von ca. 1 m3/m2h aufweisen.

## Vor- und Nachteile
Gegenüber Belebungsanlagen weisen Tropfkörper den Vorteil auf, dass sie eine vergleichsweise einfache maschinelle Ausstattung erfordern und nicht blähschlammgefährdet sind.
Weiterhin fällt beim Tropfkörper weniger Überschussschlamm als beim Belebungsverfahren an.
In der Praxis der Abwasserreinigung sind Tropfkörper als einzige biologische Abwasserreinigungsstufe jedoch in Deutschland selten geworden. Trotz des erheblichen baulichen Aufwands kann mit Tropfkörpern zwar die biologische Nitrifikation vorgenommen werden, aber die biologische Denitrifikation ist schwierig zu erreichen. In anderen Teilen der Welt, z. B. Lateinamerika werden Tropfkörper weiterhin eingesetzt.